# Peroxyessigsäure
Die Peroxyessigsäure (Abk.: PES) ist eine farblose, stechend riechende Flüssigkeit, die sich chemisch von der Essigsäure ableitet und zu den Peroxycarbonsäuren (und damit zu den Peroxiden) gehört. In höheren Konzentrationen kann sich Peroxyessigsäure explosiv zersetzen.

## Geschichte
Peroxyessigsäure war schon bekannt, kurz nachdem Wasserstoffperoxid im Labor hergestellt werden konnte. Die keimtötenden Eigenschaften von Peroxyessigsäure wurden erstmals von Paul C. Freer und Frederick G. Novy im Jahr 1902 beschrieben, die „die ausgezeichnete Desinfektions- und Kaltsterilisationswirkung von Peroxyessigsäure“ feststellten. Jean D’Ans und Wilhelm F. Frey stellten 1912 fest, dass die Reinsubstanz äußerst explosiv ist. Aufgrund ihrer Sensibilität gegenüber Metallspuren lernte man erst um 1930, sie industriell einzusetzen. Wegen ihrer Instabilität wurde schon 1944 ein Patent zur Stabilisierung der Peroxyessigsäure-Lösungen angemeldet. Dennoch passierten viele Unfälle und sie konnte sich nicht durchsetzen, bis ab 1960 Kunststoffgefäße für Transport und Lagerung zur Verfügung standen. Danach entdeckte man in den einzelnen Ländern unterschiedliche Anwendungen, die größere Produktionsmengen rechtfertigten. 1985 registrierte die EPA Peroxyessigsäure als antimikrobielles Pestizid.
Schon 1966 wurde in der ČSSR das Desinfektionsmittel Persteril auf Basis von PES hergestellt. Die dortigen Erfahrungen und Ergebnisse der Medizinischen Akademie Erfurt führten in der DDR zur Herstellung eines entsprechenden Desinfektionsmittels unter dem Namen Wofasteril. In der DDR wurde sie aus politischen Erwägungen gefördert, um gegen einen bakteriologischen Angriff aus dem Westen gerüstet zu sein. Solange der nicht kam, musste die täglich produzierte Menge jedoch verkauft werden. Man fand die Tierstalldesinfektion als ideales Anwendungsgebiet für große Mengen.
In Italien ersetzte man in Zuckerfabriken mit PES das bis dahin zur Desinfektion der Auslauganlage eingesetzte Formalin.
In Italien wurden ebenfalls Studien zum Einsatz in Kläranlagen durchgeführt. Die Studien kommen zum Ergebnis, dass Peressigsäure zwar unter den gegebenen Untersuchungsbedingungen nicht das gleiche Reduktionsniveau wie Chlordioxid erreicht hat, aber dennoch als alternatives Desinfektionsmittel verwendet werden kann, wobei die Ergebnisse von der Bakterienpopulation abhängen. Außerdem ist immer noch nicht ganz klar, welche Nebenprodukte bei der Reaktion zwischen Peressigsäure und der komplexen organischen Matrix im Abwasser entstehen können.
Die Verbindung wurde auch in England, Finnland, Italien, Brasilien und Kanada zur Abwasserdesinfektion getestet und eingesetzt.

## Gewinnung und Darstellung
Peroxyessigsäure wird durch Mischen von Essigsäure mit Wasserstoffperoxid hergestellt. Dabei bildet sich eine Gleichgewichtsmischung von Peroxyessigsäure, Essigsäure, Wasserstoffperoxid und Wasser. Mit 30%igem Wasserstoffperoxid als Ausgangssubstanz bilden sich Gemische mit bis zu 15 % (w/w) Peroxyessigsäure,
bis zu 25 % Wasserstoffperoxid, bis zu 35 % Essigsäure und bis zu 25 % Wasser. Die Lage des Gleichgewichts ist temperatur- und pH-Wert-abhängig.
{\displaystyle \mathrm {CH_{3}COOH+H_{2}O_{2}\rightleftharpoons CH_{3}COOOH+H_{2}O} }
Die Gleichgewichtseinstellung wird durch starke Säuren (Schwefelsäure) beschleunigt. Dies erklärt die Anwesenheit von Schwefelsäure in den meisten konzentrierten kommerziellen Produkten. Da das Verdünnen einer Peroxyessigsäurelösung automatisch zur Einstellung eines neuen Gleichgewichtes mit niedrigerem Peroxyessigsäuregehalt führt, ist die Lagerung verdünnter Reste nicht sinnvoll.
Kommerziell erhältlich ist Gleichgewichtsperoxyessigsäure in Konzentrationen zwischen 2,5 % und 40 %. Eine Alternative ist die Vakuumdestillation der Peroxyessigsäure aus einer Gleichgewichtsmischung. Wegen der Nähe der Siedepunkte erhält man dabei 38 % bis 40 % Peroxyessigsäure zusammen mit Wasser. Diese Mischung ist nicht stabil und muss zur Lagerung und zum Transport auf 0 °C gekühlt bleiben.
Technisch kann PES auch durch Oxidation von Acetaldehyd hergestellt werden.

## Eigenschaften
Beim Erhitzen zerfällt Peroxyessigsäure explosionsartig. Die mittels DSC bestimmte Zersetzungswärme beträgt −204 kJ·mol−1 bzw. −2682 kJ·kg−1. Die Verbindung wirkt aufgrund ihrer Hydroperoxidgruppe stark oxidierend. PES ist aufgrund ihres Alkylrests etwas besser fettlöslich (lipophil) als Wasserstoffperoxid. Sie ist eine schwächere Säure als Essigsäure, ihre Salze können isoliert werden.
Die Dampfdruckfunktion ergibt sich nach August entsprechend lg(P) = −A/T+B (P in Torr, T in K) mit A = 2311 und B = 8,911 im Temperaturbereich von 0 °C bis 110 °C.
Peressigsäure bildet in Essigsäure oder Ethylacetat gelöst detonationsfähige Gemische. Diese Eigenschaft ist konzentrations- und temperaturabhängig.
| Detonationsfähigkeit von Peressigsäure in Essigsäure. |        |     |    |    |    |    |    |    |
| Konzentration                                         | in Ma% | 20  | 30 | 40 | 45 | 50 | 54 | 57 |
| Temperatur                                            | in °C  | 112 | 97 | 81 | 70 | 58 | 40 | 20 |

## Verwendung
Die stark oxidierende Wirkung bedingt den Einsatz als Bleichmittel, unter anderem bei Papieren, Textilien und Stärke und als Desinfektionsmittel (in ca. einprozentiger Konzentration) und Sterilisationsmittel (z. B. bei der kaltaseptischen Abfüllung von Getränken in Kunststoffflaschen aus PET oder HDPE). Als chemisches Oxidationsmittel wird die Peroxyessigsäure auch zur Epoxidierung von Alkenen eingesetzt. Sie wird auch zur TCF-(Total-Chlor-Freien) Bleiche von Sulfatzellstoff verwendet.

## Sicherheitshinweise
Bei Mensch und Tier wirkt die Peroxyessigsäure stark haut- und augenreizend.
Konzentrierte wässrige Lösungen von Peroxyessigsäure sind instabil und bergen die Gefahr der explosiven Zersetzung. Die gebräuchliche Lösung mit einem Gehalt von 40 % zersetzt sich bereits bei Raumtemperatur in selbstbeschleunigender Reaktion unter Explosionsgefahr und Freisetzung von Sauerstoff. Die Selbstbeschleunigung hat ihre Ursache in der exothermen Zersetzung, die zur Erhitzung der Flüssigkeit führt, was wiederum die Zersetzung beschleunigt, die bis zum Aufkochen und Verpuffen führen kann. Die Gefahr nimmt mit der Konzentration und der Gebindegröße stark zu. Die Konzentration technisch eingesetzter Lösungen wird deshalb üblicherweise auf unter 15 % beschränkt.